# Athamanta vayredana
Athamanta vayredana är en växtart i släktet Athamanta och familjen flockblommiga växter.
Arten är perenn och förekommer i södra Spanien och norra Marocko. Den beskrevs först av Pius Font Quer, och fick sitt nu gällande namn av C.Pardo.